# Svartludd
Svartludd (Racodium rupestre) är en lavart som beskrevs av Pers. Svartludd ingår i släktet Racodium, klassen Dothideomycetes, divisionen sporsäcksvampar och riket svampar.  Arten är reproducerande i Sverige. Inga underarter finns listade i Catalogue of Life.